# Reuzenkogelvis
De reuzenkogelvis (Arothron stellatus) is de grootste soort kogelvis die vaak te vinden is boven zandbodems van lagunes van koraalriffen. De Engelse naam is Starry toadfish.

## Kenmerken
Deze schuwe vis heeft een langwerpig ovaal en zwartgestippeld lichaam. De ogen zijn groot en rond. De stevige bek bevat scherpe tandplaten. De kogelvis zwemt door bewegingen van de rug- en aarsvinnen. Hij kan tot 120 cm lang worden.
1. ↑  (en) Reuzenkogelvis op de IUCN Red List of Threatened Species.